# Zespół Cogana
Zespół Cogana – choroba przebiegająca z objawami śródmiąższowego zapalenia rogówki oraz zapaleniem błędnika o podłożu autoimmunologicznym.
Choroba została po raz pierwszy opisana w 1945 przez okulistę Davida Glendenning Cogana, jako nierzeżączkowe zapalenie rogówki z objawami błędnikowymi. W 1963 po raz pierwszy opisano atypową postać zespołu Cogana.
Przyczyna choroby jest nieznana, ale uważa się, że u jej podłoża leży nadmierna odpowiedź na czynniki zapalne, związane z zapaleniem naczyń.
Choroba występuje u młodych dorosłych. Rozpoczyna się światłowstrętem, łzawieniem i bólem oka. Objawy te są zależne od zapalenia rogówki. Następnie dołączają się szumy uszne, zawroty głowy i gwałtownie postępujące uszkodzenie słuchu. Objawy te są zależne od uszkodzenia błędnika. Opisywane są również przypadki, że objawy błędnikowe mogą wyprzedzać o kilka miesięcy objawy oczne, jak również mogą pojawić się nawet 2 lata po ich wystąpieniu. 
Z uwagi, że w patogenezie choroby bierze udział zapalenie naczyń, choroba często przebiega z bólami stawów (50%), zapaleniem stawów (16%), powiększeniem węzłów chłonnych (18%), zapaleniem aorty (10%), zapaleniem opłucnej (15%).
Leczenie polega na stosowaniu glikokortykosteroidów. W przypadkach przebiegających z objawami ocznymi leki stosuje się dospojówkowo, w przypadkach przebiegających z objawami ogólnymi leki stosuje się ogólnie. W tym drugim przypadku konieczne staje się też czasami stosowanie leków immunosupresyjnych, takich jak metotreksat, azatiopryna czy cyklofosfamid.